# Duitsland op de Olympische Zomerspelen 1904
Duitsland nam deel aan de Olympische Zomerspelen 1904 in St. Louis, Verenigde Staten. Met dertien medailles eindigde het tweede in het medailleklassement.

## Medailleoverzicht
| Sport          | Olympiër              | Discipline               | Medaille |
| -------------- | --------------------- | ------------------------ | -------- |
| Zwemmen        | Emil Rausch           | 880 yards vrije slag (m) | Goud     |
| Zwemmen        | Emil Rausch           | 1 mijl vrije slag (m)    | Goud     |
| Zwemmen        | Walter Brack          | 100 yards rugslag (m)    | Goud     |
| Zwemmen        | Georg Zacharias       | 440 yards schoolslag (m) | Goud     |
| Schoonspringen | Georg Hoffmann        | 10m toren (m)            | Zilver   |
| Turnen         | Wilhelm Weber         | meerkamp individueel (m) | Zilver   |
| Zwemmen        | Georg Hoffmann        | 100 yards rugslag (m)    | Zilver   |
| Zwemmen        | Walter Brack          | 440 yards schoolslag (m) | Zilver   |
| Atletiek       | Paul Weinstein        | hoogspringen (m)         | Zilver   |
| Schoonspringen | Alfred Braunschweiger | 10m toren (m)            | Zilver   |
| Turnen         | Wilhelm Weber         | triatlon (m)             | Zilver   |
| Zwemmen        | Emil Rausch           | 220 yards vrije slag (m) | Zilver   |
| Zwemmen        | Georg Zacharias       | 100 yards rugslag (m)    | Zilver   |

## Resultaten per onderdeel

### Atletiek
| Olympiër        | Discipline               | Resultaat | Prestatie   |
| --------------- | ------------------------ | --------- | ----------- |
| Johannes Runge  | 400m (m)                 | 7-12e     |             |
| Johannes Runge  | 800m (m)                 | 5e        | 1.57,1      |
| Johannes Runge  | 1500m (m)                | 5e        |             |
| Paul Weinstein  | hoogspringen (m)         | Brons     | 1,77m       |
| Paul Weinstein  | polsstokhoogspringen (m) | 7e        |             |
| Christian Busch | triatlon (m)             | 7e        | 30 punten   |
| Wilhelm Lemke   | triatlon (m)             | 34e       | 26,6 punten |
| Ernst Mohr      | triatlon (m)             | 9e        | 29,7 punten |
| Hugo Peitsch    | triatlon (m)             | 55e       | 25,1 punten |
| Adolph Weber    | triatlon (m)             | 44e       | 25,9 punten |
| Wilhelm Weber   | triatlon (m)             | 21e       | 27,6 punten |
| Otto Weigand    | triatlon (m)             | 28e       | 27,2 punten |

### Schermen
| Olympiër      | Discipline | Resultaat | Prestatie                                                         |
| ------------- | ---------- | --------- | ----------------------------------------------------------------- |
| Gustav Casmir | degen (m)  | 4e        |                                                                   |
| Gustav Casmir | floret (m) | 4e        | groep B: 1ste met 3 overwinningen finale: 4de met 0 overwinningen |

### Schoonspringen
De Verenigde Staten en Duitsland waren de twee landen die deelnamen aan het schoonspringen. De drie Duitse schoonspringers wonnen zilver, gedeeld brons en een vijfde plaats bij het springen vanaf het platform.
| Olympiër              | Discipline    | Resultaat | Prestatie    |
| --------------------- | ------------- | --------- | ------------ |
| Alfred Braunschweiger | 10m toren (m) | Brons     | 11,33 punten |
| Georg Hoffmann        | 10m toren (m) | Zilver    | 11,66 punten |
| Otto Hooff            | 10m toren (m) | 5e        |              |

### Tennis
Duitsland was het enige land naast Amerika dat deelnam aan het tennistoernooi. Hugo Hardy had byes in de eerste twee ronden in het enkelspeltoernooi. In de eerste wedstrijd die hij speelde, in de achtste finale, verloor hij van de latere kampioen Beals Wright. De loting in het dubbelspel was ook niet gunstig voor Hardy. Hij werd in de eerste ronde uitgeschakeld door het team dat uiteindelijk zilver zou winnen en waarvan de spelers in het enkelspel het zilver en brons hadden gewonnen.
| Olympiër       | Discipline    | Resultaat | Prestatie                                                                                        |
| -------------- | ------------- | --------- | ------------------------------------------------------------------------------------------------ |
| Hugo Hardy     | enkelspel (m) | 9e        | 1ste ronde: vrij 2de ronde: W van USA Eberhardt: walk-over 3de ronde: V van USA Wright: 2-6, 1-6 |
| Friedrich Rahe | enkelspel (m) | 17e       | 1ste ronde: vrij 2de ronde: V van USA H Holland: walk-over                                       |

### Turnen
| Olympiër        | Discipline               | Resultaat | Prestatie    |
| --------------- | ------------------------ | --------- | ------------ |
| Christian Busch | meerkamp individueel (m) | 9e        | 66,12 punten |
| Wilhelm Lemke   | meerkamp individueel (m) | 13e       | 64,15 punten |
| Ernst Mohr      | meerkamp individueel (m) | 4e        | 67,90 punten |
| Hugo Peitsch    | meerkamp individueel (m) | 7e        | 66,66 punten |
| Adolph Weber    | meerkamp individueel (m) | 19e       | 62,62 punten |
| Wilhelm Weber   | meerkamp individueel (m) | Zilver    | 69,10 punten |
| Otto Wiegand    | meerkamp individueel (m) | 5e        | 67,82 punten |
| Christian Busch | triatlon (m)             | 13e       | 37,62 punten |
| Wilhelm Lemke   | triatlon (m)             | 11e       | 37,75 punten |
| Ernst Mohr      | triatlon (m)             | 9e        | 38,90 punten |
| Hugo Peitsch    | triatlon (m)             | 4e        | 41,56 punten |
| Adolph Weber    | triatlon (m)             | 17e       | 36,72 punten |
| Wilhelm Weber   | triatlon (m)             | Brons     | 41,60 punten |
| Otto Wiegand    | triatlon (m)             | 5e        | 40,82 punten |

### Zwemmen
| Olympiër        | Discipline              | Resultaat | Prestatie |
| --------------- | ----------------------- | --------- | --------- |
| Emil Rausch     | 220 yard vrije slag (m) | Brons     | 2.56,0    |
| Emil Rausch     | 880 yard vrije slag (m) | Goud      | 13.11,4   |
| Emil Rausch     | 1 mijl vrije slag (m)   | Goud      | 27.18,2   |
| Walter Brack    | 100 yard rugslag (m)    | Goud      | 1.16,8    |
| Georg Hoffmann  | 100 yard rugslag (m)    | Zilver    |           |
| Georg Zacharias | 100 yard rugslag (m)    | Brons     |           |
| Walter Brack    | 440 yard schoolslag (m) | Zilver    |           |
| Georg Hoffmann  | 440 yard schoolslag (m) | 4e        |           |
| Georg Zacharias | 440 yard schoolslag (m) | Goud      | 7.23,6    |

Australië · Canada · Cuba · Duitsland · Frankrijk · Griekenland · Groot-Brittannië · Hongarije · Oostenrijk · Verenigde Staten · Zuid-Afrika · Zwitserland · Gemengde teams